# 劉全諒
劉全諒（？—799年），幽州昌平（今北京市昌平區）人，祖居懷州武陟縣（今河南省武陟縣）。本名逸準，賜名全諒。
以父劉正臣之勋，授别驾、长史。
建中初，同宗的宋亳節度使劉玄佐召其為衙門將，以勇敢聞名，玄佐待之甚厚。累署都知兵馬使，試太僕卿、兼御史中丞。
劉玄佐死時，玄佐之子劉士寧被逐，都知兵馬使韓弘自稱留後，任逸準為宋州南城將。
最終官宋亳節度使。貞元十五年二月卒。贈右僕射。

## 延伸阅读
[在维基数据编辑]
 《舊唐書·卷145》，出自刘昫《舊唐書》